# Bolesław Wieniawa-Długoszowski

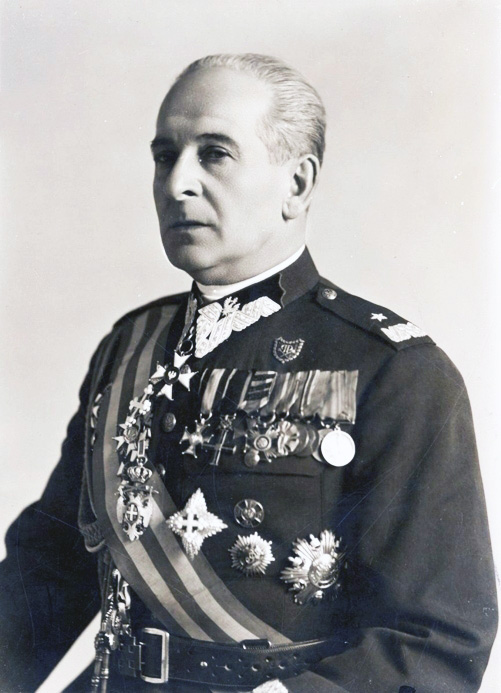
Bolesław Wieniawa-Długoszowski

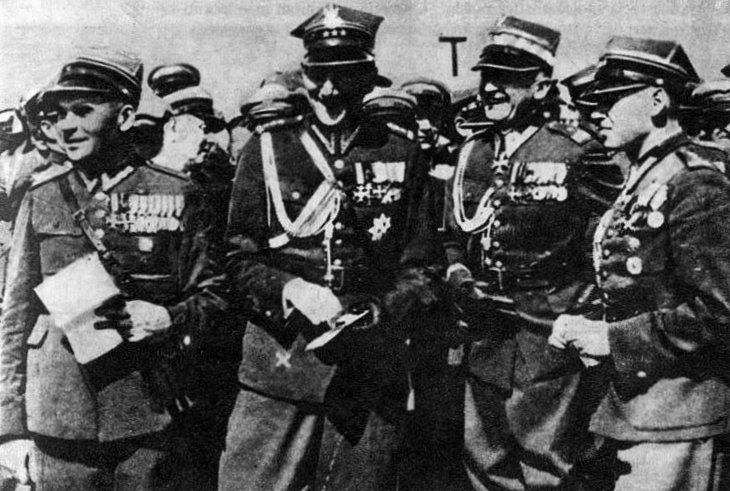
Bolesław Wieniawa-Długoszowski (2. von rechts)

Bolesław Ignacy Florian Wieniawa-Długoszowski (* 22. Juli 1881 in Maksymówka, Österreich-Ungarn; † 21. Juli 1942 in New York durch Suizid) war ein polnischer Arzt, General, Diplomat und Politiker.

## Leben
Wieniawa-Długoszowski war langjähriger Adjutant des polnischen Marschalls Józef Piłsudski. Obgleich er zu dessen nächsten Vertrauten gehörte, kam er zu Lebzeiten Piłsudskis zu keinem politischen Amt.
Nach dem Ende seiner Militärkarriere ging er 1938 als Botschafter der Republik Polen nach Rom.
Für einen Tag, vom 25. bis 26. September 1939, war Wieniawa-Długoszowski formell Präsident der Republik Polen im Exil, nachdem er von Ignacy Mościcki zu seinem Nachfolger nominiert worden war. Aufgrund eines Vetos Frankreichs, wo sich die Exilregierung zu der Zeit aufhielt, musste er die Annahme des Amtes jedoch ablehnen und Mościcki blieb bis 30. September im Amt.
Im Juni 1940 gelangte Wieniawa-Długoszowski über Portugal in die USA. Er wurde zum Botschafter auf Kuba ernannt, weigerte sich aber diese Stelle anzutreten. Verbittert über die Ausgrenzung seiner Person in Exilkreisen nahm er sich das Leben.